# Екзархат Філіппін
Екзарха́т Філіппі́н (ілоканська: Eksarkado ti Filipinas; (грецька: Εξάρχεια των Φιλιππίνων; пампанґанська: Eksarkadu ning Filipinas; іспанська: Exarcado de Filipinas; тагальська: Eksarkado ng Filipinas) — філіппінська юрисдикція Вселенського патріархату Константинополя, керованого православною митрополією Гонконгу та Південно-Східної Азії. В екзархаті в країні є п'ять парафій та три каплиці.

## Історія
Приблизно на початку XVII століття грецькі моряки оселилися в Манілі та Легазпі . Зараз греки Легазпі нараховують не більше 10 сімей, які зберегли свою грецьку ідентичність і стали визначними громадськими діячами та інтелектуалами в країні. Але на сьогоднішній день населення грецької громади в цілому на Філіппінах невідоме, але за її підрахунками приблизно 129, 100 або 120 членів.
У 1989 році Адамопулос побачив необхідність заснування першої грецької православної церкви на Філіппінах і, таким чином, заснував Грецький православний фонд, вкл., Але він помер у 1993 році до завершення будівництва церкви. Благовіщенський православний собор у місті Сукат, місто Параньяк, метро Маніла, був закінчений у 1996 році. Побудований у справжньому візантійському стилі та з внутрішніми меблями, імпортованими з Греції, він обслуговує сотні вірних православних, філіппінців, місцеву грецьку громаду та емігрантів у національній столиці.
20 квітня 1990 року філіппінський ієромонах о. Вінцентій Ескарха (колишній абат- бенедиктинець і римо-католицький священик понад 20 років у Бахаді, Катінгані, Масбате), разом з чотирма монахинями та вірними членами своєї громади, був прийнятий до православної церкви митрополитом Грецької православної митрополії Діонісіосом Нової Зеландії за сприяння єпископа Зелонського Сотіріоса. 19 січня 1994 р. Митрополит Діонісій і єпископ Сотіріос прийняли кількох філіппінських християн у Манілі святим Різдвом Христовим.
У 1996 році при Константинопольській церкві для потреб вірних була створена православна митрополія Гонконгу та Південно-Східної Азії. У 2004 році православну церкву Богородиці в Бахаді освятив митрополит Гонконг та Південно-Східна Азія Нікітас. Станом на  2014 монахині Богородичного православного монастиря в Бажаді мали дитячий садок.
5 березня 2000 р. Церкву Благовіщення Богородиці освятив Його Всесвятість Вселенський патріарх Варфоломій I з митрополитами Іоакеімом і Нікітасом, єпископом Діонісіосом та значною кількістю священнослужителів з-за кордону. Під час богослужіння вся громада пішла за Патріархом в обхід церкви. Патріарх сказав присутнім людям, що єдине, що дійсно може привести людину в країну радості, — це досконала любов до ближніх і до Бога. Послання Константинопольського патріархату стосується любові до народу Південно-Східної Азії, яке запевняє людей скрізь у безмірній любові Христа. Незважаючи на те, що вона не є місцем єпископа — собором, церкву іноді називають «собором», оскільки це єдина церква в митрополії, благословлена Вселенським патріархом.
З тих пір були створені ще чотири парафії в Катаїнгані, Сбо, Лос — Баньосі та Хагуной, а також ще кілька каплиць.

## Мова
Божественна літургія та інші православні богослужіння промовляються англійською, грецькою та місцевою мовами .

## Парафії та каплиці

### Парафії
- Благовіщенський православний собор, Параньяк, метро Маніла[3]
- Православна парафія Богородиці, Катінган, Масбате
- Православна парафія Святої Трійці, Лос-Баньос, Лагуна
- Парафія Святого Воскресіння, Sbù, Південний Котабато
- Парафія святого Ісидора з Хіосу, Хагуной, Давао дель Сур

### Каплиці
- Каплиця Святого Георгія, Макаті
- Каплиця Святого Нектарія, місто Кесон, метро Маніла
- Каплиця Святого Елефтеріоса, Сорсогон, Бікол

Ще одна церква, православна церква Святого Хреста в Сінілоані, Лагуна, функціонує альтернативно, у зв'язку з парафією Святої Трійці Лос-Баньос.

## Духовенство
У рамках православної митрополії Вселенського патріархату Гонконгу та Південно-Східної Азії на даний момент на Філіппінах діє шість діючих філіппінських священиків, а також пара черниць, усі вони перебувають під адміністративною владою митрополита Гонконгу та Південно-Східної Азії Нектарія.